# Priscus (Toreut)
Priscus war ein antiker römischer Toreut (Metallbearbeiter), der im 1. Jahrhundert in Pompeji tätig war.
Priscus ist nur noch aufgrund eines an der Fassade eines Sacellums an der Nordostecke einer Villa an der Via dell’Abbondanza gefundenen Graffitos bekannt, in dem er den Gemmenschneider Campanus grüßt:
Weitere Informationen zu Priscus sind nicht überliefert, erhaltene Werke sind ihm nicht zuzuschreiben.

## Einzelbelege
1. ↑  II.4.7
2. ↑  CIL 4, 8505

| Personendaten    | Personendaten                              |
| ---------------- | ------------------------------------------ |
| NAME             | Priscus                                    |
| KURZBESCHREIBUNG | antiker römischer Toreut                   |
| GEBURTSDATUM     | 1. Jahrhundert v. Chr. oder 1. Jahrhundert |
| STERBEDATUM      | 1. Jahrhundert                             |